# Bulbophyllum
Bulbophyllum ist eine Pflanzengattung innerhalb der Familie der Orchideen (Orchidaceae).

## Beschreibung

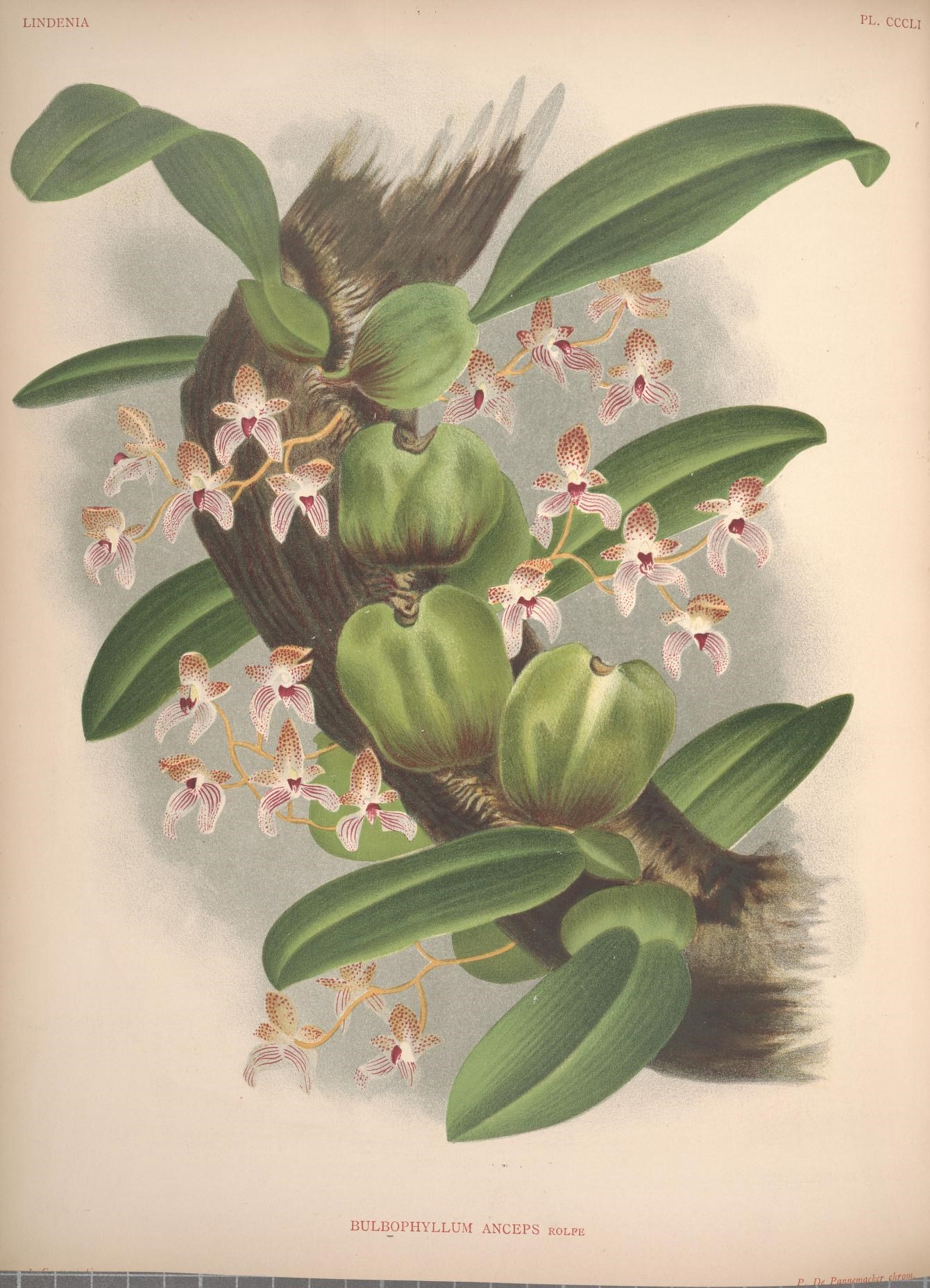
Illustration aus Lindenia - Iconographie des Orchidees, Tafel 351 von Bulbophyllum anceps

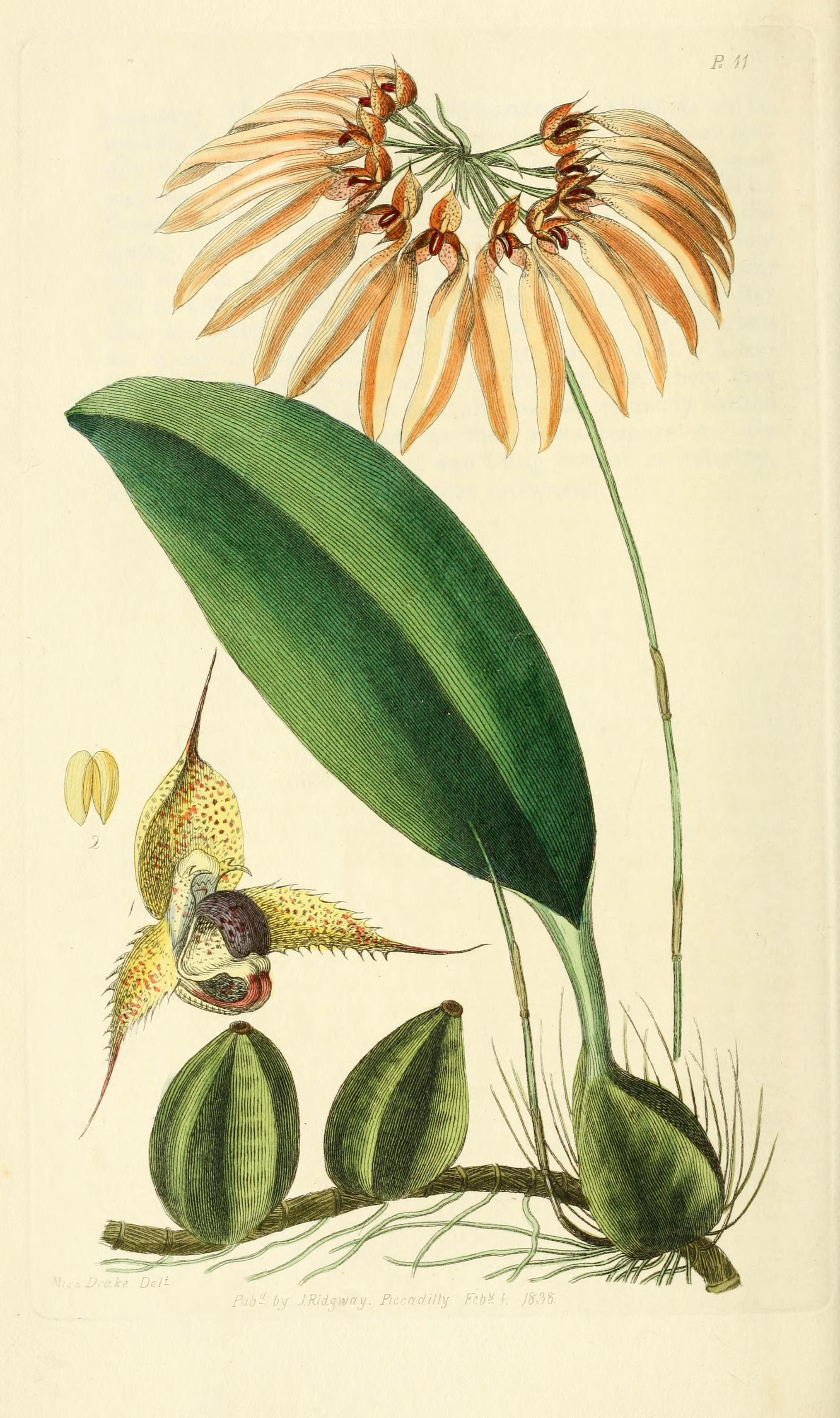
Illustration aus Edwards' Botanical Register, or, Ornamental Flower-garden and Shrubbery ... (1829–1847) von Bulbophyllum longiflorum

### Vegetative Merkmale
Bulbophyllum-Arten sind ausdauernde krautige Pflanzen. Sie bilden an einem kriechenden Rhizom Pseudobulben, die horstartig dicht beieinander stehen oder sind durch längere Rhizomabschnitte voneinander getrennt. Die Pseudobulben sind eiförmig und oft etwas kantig; sie bestehen aus einem einzigen Internodium. Die Pseudobulben sind von Niederblättern umgeben, diese sind nicht laubblattartig ausgebildet. Am oberen Ende der Pseudobulben sitzen je ein bis zwei Laubblätter. Die Laubblätter sind in der Knospe längs der Mitte gefaltet und besitzen ein Trenngewebe zur Pseudobulbe.

### Generative Merkmale
Der traubige Blütenstand entwickelt sich seitlich aus der Basis der Pseudobulben. Die resupinierten Blüten sitzen frei oder sind eingebettet in eine fleischige, verdickte Blütenstandsachse.
Die zwittrigen Blüten sind zygomorph und dreizählig. Die kurze Säule ist mit einem deutlichen Fuß versehen, an dem die Lippe und die seitlichen Sepalen ansetzen. Die Lippe ist ungeteilt, die beiden äußeren Petalen besitzen manchmal einen bewimperten Rand. Vier Pollinien sitzen in zwei Fächern, sie sind nicht mit einem Haftorgan versehen.

## Ökologie
Viele Bulbophyllum-Arten werden von Fliegen bestäubt und verströmen mitunter einen Geruch nach Fäulnis, Verwesung und Aas.

## Verbreitung und Artenzahl
Die Arten der Gattung Bulbophyllum kommen pantropisch vor, mit einem deutlichen Schwerpunkt in der Paläotropis: Von den über 1000 Arten sind nur 75 in der Neotropis heimisch. Eine Liste der Arten mit ihrem Verbreitungsgebiet (Stand 2024: 2182 Arten) findet sich bei POWO.

## Taxonomie
Erstmals beschrieben wurde die Gattung Bulbophyllum 1822 durch Louis Marie Aubert Du Petit-Thouars in seinem Werk Histoire particulière des plantes orchidées recueillies sur les trois îles australes d’Afrique, de France, de Bourbon et de Madagascar, Tafel 3, das sich mit den Orchideen der französischen Inseln des Indischen Ozeans beschäftigt. Der Gattungsname Bulbophyllum leitet sich von den altgriechischen Wörtern bulbos für „Knolle“ und phyllon für „Blatt“ ab und bezieht sich damit auf das Erscheinungsbild typischer Vertreter dieser Gattung.
Für die Gattung Bulbophyllum Thouars nom. cons. gibt es viele Synonyme: Bolbophyllum Spreng. orth. var., Phyllorkis Thouars nom. rej., Acrochaene Lindl., Adelopetalum Fitzg.,  Anisopetalon Hook., Blepharochilum M.A.Clem. & D.L.Jones, Bolbophyllaria Rchb. f., Bulbophyllaria S.Moore orth. var., Bolbophyllopsis Rchb. f., Canacorchis Guillaumin, Chaseella Summerh., Carparomorchis M.A.Clem. & D.L.Jones, Cirrhopetalum Lindl. nom. cons., Cochlia Blume, Codonosiphon Schltr., Dactylorhynchus Schltr., Didactyle Lindl., Drymoda Lindl., Diphyes Blume, Epicranthes Blume, Epicrianthes Blume orth. var., Ephippium Blume, Ferruminaria Garay, Hamer & Siegerist, Fruticicola (Schltr.) M.A.Clem. & D.L.Jones, Genyorchis Schltr. nom. cons., Hamularia Aver. & Averyanova, Hapalochilus (Schltr.) Senghas, Henosis Hook. f., Hippoglossum Breda nom. illeg., Hordeanthos Szlach., Hyalosema Rolfe, Ichthyostomum D.L.Jones, M.A.Clem. & Molloy, Ione Lindl., Jejosephia A.N.Rao & Mani, Katherinea A.D.Hawkes, Kaurorchis D.L.Jones & M.A.Clem., Lepanthanthe (Schltr.) Szlach., Lyraea Lindl., Macrolepis A.Rich., Malachadenia Lindl., Mastigion Garay, Hamer & Siegerist, Megaclinium Lindl., Monomeria Lindl., Monosepalum Schltr., Odontostylis Blume nom. superfl., Odontostylis Breda nom. illeg., Oncophyllum D.L.Jones & M.A.Clem., Osyricera Blume, Oxysepala Wight, Pachyrhachis A.Rich., Papulipetalum (Schltr.) M.A.Clem. & D.L.Jones, Pedilochilus Schltr., Pelma Finet, Peltopus (Schltr.) Szlach. & Marg., Rhytionanthos Garay, Hamer & Siegerist, Saccoglossum Schltr., Serpenticaulis M.A.Clem. & D.L.Jones, Sarcobodium Beer, Sarcopodium Lindl. & Paxton nom. illeg., Sestochilos Breda, Spilorchis D.L.Jones & M.A.Clem., Sunipia Lindl., Synarmosepalum Garay, Hamer & Siegerist, Tapeinoglossum Schltr., Taurostalix Rchb. f., Trachyrhachis (Schltr.) Szlach., Trias Lindl., Tribrachia Lindl., Tripudianthes (Seidenf.) Szlach. & Kras, Vesicisepalum (J.J.Sm.) Garay, Hamer & Siegerist, Xiphizusa Rchb. f., Zygoglossum Reinw., ×Cirrhophyllum Anon.